# Авиалинии Мордовии

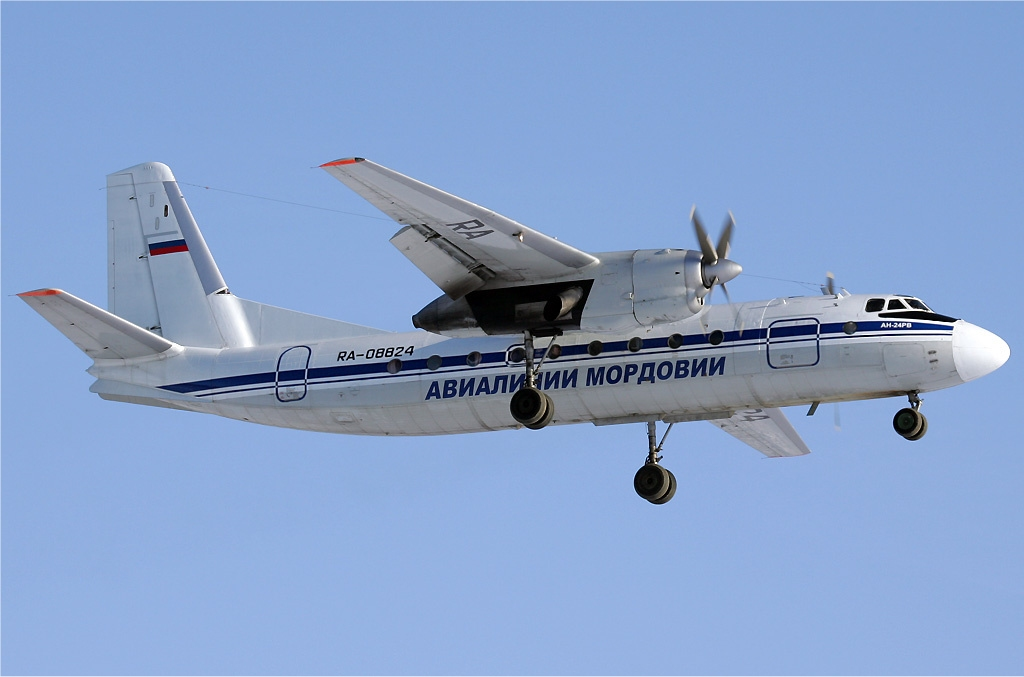
Ан-24 «Авиалиний Мордовии»

«Авиали́нии Мордо́вии» — российское авиапредприятие, эксплуатант аэропорта Саранск и бывший авиаперевозчик, осуществлявший до февраля 2013 года регулярные и чартерные рейсы из Саранска.

## История и маршрутная сеть
В 1965 году в рамках Приволжского управления гражданской авиации Министерства гражданской авиации СССР был создан Саранский объединённый авиационный отряд. Предприятие создано на базе отдельной эскадрильи Ан-2 Пензенского авиаотряда.
В январе 1980 года было образовано собственное летное подразделение на базе самолетов Ан-24, и была введена в эксплуатацию искусственная взлетно-посадочная полоса класса «В». В эксплуатации отряда находились самолёты типов Ан-2, Ан-24, Ан-26, также отряд занимался эксплуатацией аэропорта Саранск. В советское время из Саранска выполнялись рейсы в Волгоград, Воронеж, Горький, Иваново, Йошкар-Олу, Казань, Киев, Краснодар, Куйбышев, Ленинград, Москву. Минеральные Воды, Пермь, Ростов-на-Дону, Саратов, Свердловск, Симферополь, Сочи, Тамбов, Чебоксары и другие города СССР.
После распада Аэрофлота в 1993 году Саранский ОАО был преобразован в федеральное государствуенное унитарное предприятие (ФГУП).
В 2006 году после банкротства Саранского объединенного авиаотряда на его базе было создано Открытое акционерное общество «Авиалинии Мордовии», 100 % акций которого принадлежали Республике Мордовия в лице Государственного автономного учреждения РМ «Фонд имущества».
В 2008 году самолетами авиапредприятия было перевезено 17,21 тыс. пассажиров, в 2010 году — 21 тыс., в 2011 году — 15 тыс..
Согласно официальному сайту авиакомпании, до февраля 2013 года выполнялись регулярные рейсы в Москву (Домодедово) дважды в день по понедельникам и пятницам, и по одному рейсу по вторникам, средам и четвергам. Для выполнения этих рейсов вместо собственно парка ВС с 2012 года были привлечены самолёты СRJ-100 и CRJ-200 авиакомпании РусЛайн, рейсы выполнялись совместно.
В летний сезон 2011 года авиакомпания выполняла рейсы в Сочи. Также самолёты авиакомпании выполняли чартерные рейсы в различные города России, занимаясь и перевозкой спортивных команд, в том числе ФК Мордовия.
Сертификат эксплуатанта авиаперевозчика был приостановлен с 21 октября 2011 года на основании акта Росавиации от 28.09.2011, составленного по результатам проверки, выявившей ухудшение производственных показателей и финансово-экономического состояния, однако через несколько дней Росавиация по неуказанным причинам восстановила данный сертификат.
В 2012 году авиапредприятие рассматривало возможность пополнения парка самолётами Ан-140.
12 февраля 2013 года Росавиацией было принято решение об аннулировании сертификата эксплуатанта авиакомпании по причине ухудшения показателей безопасности полетов и непринятия руководством ОАО «Авиалинии Мордовии» эффективных мер по устранению неоднократно отмечавшихся несоответствий сертификационным требованиям. Весной 2013 года авиакомпания провела последний полёт.

## Флот
Парк авиакомпании составляли следующие воздушные суда:
- 3 Ан-24РВ (RA-46505, RA-46640, RA-08824)
- 1 Ан-26-100 (RA-26247) — на хранении с 2012 года.
- 9 Ан-2 (использовались для выполнения авиационно-хозяйственных работ).

Средний возраст магистральных ВС авиакомпании на 2013 год по данным портала russianplanes.net составлял 37,5 лет.

## Авиационные происшествия
- 29 декабря 1995 года в аэропорту Саранска при выполнении тренировочного полёта самолёт Ан-24 слишком резко зашёл на посадку, ударился левым крылом об землю и разрушился. Никто не пострадал, самолёт был списан[10].
- 6 апреля 2000 года при посадке на площадку села Малые Алабухи Воронежской области разбился самолёт Ан-2 Саранского авиаотряда. Находившиеся на борту 2 члена экипажа не пострадали. Причиной аварии стала ошибка экипажа, а также неудовлетворительная организация подготовки к полетам на АХР со стороны руководящего состава ГП «Саранский ОАО»[11].
- В 2012 году с самолетом Ан-2 ОАО «Авиалинии Мордовии» произошло авиационное происшествие, связанное с грубыми нарушениями в технике пилотирования и попытке посадки воздушного судна из непосадочного положения.
- 8 января 2013 года воздушное судно Ан-24РВ выкатилось за пределы взлетно-посадочной полосы аэропорта Саранска на 30 метров в результате ошибочных действий экипажа. Самолёт с хоккейной командой Ариада-Акпарс следовал рейсом Краснодар — Казань и приземлился для дозаправки[12].